# I Cover the Waterfront
I Cover the Waterfront (bra: Reportagem de Estouro) é um filme pre-Code estadunidense de 1933, do gênero drama romântico, dirigido por James Cruze, e estrelado por Claudette Colbert, Ben Lyon e Ernest Torrence. O roteiro de Wells Root e Jack Jevne foi baseado no livro homônimo de 1932, de Max Miller.
A trama retrata a história de um repórter que investiga uma operação de contrabando à beira-mar e se envolve romanticamente com a filha do homem que está investigando.
A produção marca o último trabalho cinematográfico de Torrence, que faleceu após o término das filmagens. Ele sofreu um ataque agudo de colelitíase e faleceu de complicações após a cirurgia.

## Sinopse
O repórter H. Joseph "Joe" Miller (Ben Lyon) tem certeza que o pescador Eli Kirk (Ernest Torrence) contrabandeia imigrantes chineses ilegais para o país, mas não consegue obter evidências suficientes para satisfazer seu editor. Uma grande oportunidade cai em suas mãos quando ele conhece a adorável filha de Kirk, Julie (Claudette Colbert), a quem ele encontra nadando nua e tenta persuadir para obter informações. Para o desespero de Joe, a mulher é extremamente leal ao pai – o que coloca sua investigação e sua repentina paixão por ela em risco.

## Elenco

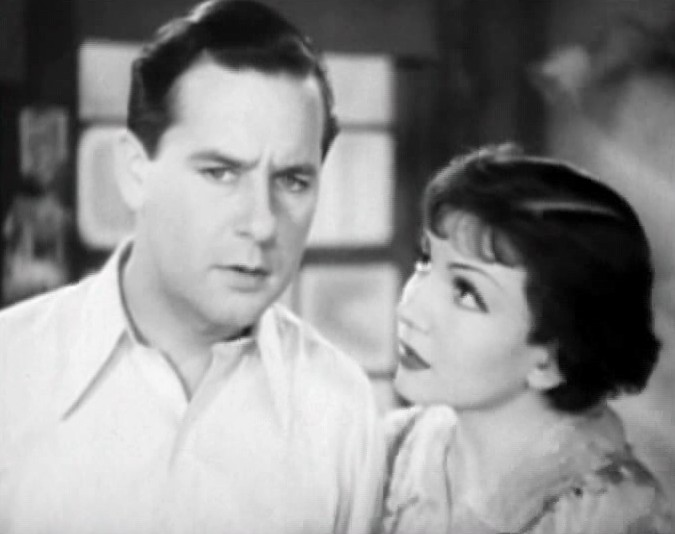
Ben Lyon e Claudette Colbert em cena do filme.

- Ben Lyon como H. Joseph "Joe" Miller
- Claudette Colbert como Julie Kirk
- Ernest Torrence como Eli Kirk, pai de Julie
- Hobart Cavanaugh como McCoy
- Maurice Black como Ortegus, parceiro de Kirk
- Purnell Pratt como John Phelps, editor de Miller
- Harry Beresford como Old Chris, o salvador
- Wilfred Lucas como Randall, oficial da Guarda Costeira

## Produção
A produção marca o segundo filme da carreira de Colbert a não ser produzido ou distribuído pela Paramount Pictures, com o primeiro sendo "For the Love of Mike" (1927) – distribuído pela First National Pictures.

### Roteiro
Os direitos de exibição do livro autobiográfico de Miller foram comprados por Edward Small e seu parceiro Harry Goets em 1932. Eles levaram a história para a Reliance Picture Corporation, e o filme se tornou o primeiro de um contrato de seis produções com a United Artists. A Reliance co-produziu o filme com a Art Cinema Corporation, de Joseph Schenck.

### Filmagens
As filmagens duraram de meados de fevereiro até o início de março de 1933.

### Trilha sonora
A canção-título do filme, "I Cover the Waterfront", aparece na produção apenas como um instrumental. Escrita por Johnny Green e Edward Heyman, a música se tornou uma canção influente de jazz, sendo gravada por muitos artistas, incluindo Billie Holiday, Louis Armstrong, Frank Sinatra, The Ink Spots, Ella Fitzgerald, entre outros.

## Recepção
Em sua crítica para o jornal The New York Times, Mordaunt Hall chamou o filme de "uma produção impassível e muitas vezes sombria". Enquanto Hall sentiu que o drama não era tão bom quanto alguns dos trabalhos anteriores do diretor James Cruze, a "atuação inteligente dos principais" – especialmente a de Ernest Torrence – compensou alguns dos problemas do filme. Hall achou algumas das cenas "mais chocantes do que cheias de suspense" e sentiu que uma adaptação mais ampla do livro de Max Miller poderia ter sido mais interessante do que o foco na melodramática série de incidentes relacionados a um sinistro pescador. Embora tenha reconhecido que "Colbert está bem como Julie", Hall não a achou convincente como a filha de um pescador porque ela não se parece com o tipo. Hall reservou seus maiores elogios para Ernest Torrence em sua performance final nas telas.
John Mosher, para a The New Yorker, descreveu a adaptação como um "romance comum da tela", mas também elogiou a atuação do falecido Torrence, escrevendo que ele "estava no auge de seu poder ... Pode-se prever que muitas produções serão coisas vazias por falta dele". A revista Variety escreveu: "Em vez de uma adaptação do livro de Max Miller, esta é uma história de um estúdio caseiro com o título do original", chamando-o de "uma produção moderadamente divertida ... O falecido Ernest Torrence tem a parte importante e seu desempenho está de acordo com o padrão que ele estabeleceu para si mesmo. Deram-lhe uma tarefa bastante difícil, na qual era preciso captar simpatia diante do pior tipo de oposição do roteiro. Ele fará muita falta na tela".

## Refilmagens
O filme foi refilmado em 1961 como "Secret of Deep Harbor", dirigido por Edward L. Cahn, e estrelado por Ron Foster, Merry Anders e Barry Kelley.